# Igreja de São Sebastião (Monchique)
A Igreja de São Sebastião, também conhecida como Ermida de São Sebastião, é um edifício religioso situado na vila de Monchique, no Distrito de Faro, em Portugal.

## História e descrição
O edifício foi construído na sequência de uma ordem do rei D. Sebastião, segundo a qual devia ser edificada, na entrada principal de cada localidade, uma igreja consagrada a São Sebastião. A igreja terá sido provavelmente inaugurada em 1573, data em que aquele monarca visitou Monchique.
O monumento está situado no lado Sul da vila, e apresenta uma traçada exterior modesta, contrastando com o interior, que encerra um baldaquino e várias colunas fantasiosas, elementos que foram provavelmente retirados do Convento de Nossa Senhora do Desterro. No altar, encontra-se uma imagem de Nossa Senhora do Desterro, do século XVII, também proveniente do convento.